# Rue Gallois
Ne pas confondre avec la rue Évariste-Galois située dans le 20e arrondissement de Paris.
La rue Gallois est une ancienne voie, aujourd'hui disparue des entrepôts de Bercy, situés dans le quartier de Bercy du 12e arrondissement de Paris.

## Situation
La rue Gallois débutait rue du Port-de-Bercy à la rue de Pommard.
En 1910, Lucien Lambeau indique que la rue Gallois va de la « rue du Port de Bercy » à la « rue Pommard » et qu’elle est « aux entrepôts », c’est-à-dire à l’intérieur des entrepôts de Bercy.

## Origine du nom
Cette voie porte le nom de Louis Gallois (1775-1849), négociant en vin, qui fut maire de la commune de Bercy de 1815 à 1821.

## Historique
On a aujourd’hui aménagé le parc de Bercy à l’emplacement des anciens entrepôts de Bercy.
L’Action artistique de la Ville de Paris a indiqué, en 2000, que dans le parc de Bercy le chai de la rue Gallois a été préservé sous le nom de « pavillon de Bercy ».